# Laggiù nel selvaggio West
Laggiù nel selvaggio West (Wild and Woolly Hare) è un film del 1959 diretto da Friz Freleng. È un cortometraggio animato della serie Looney Tunes, prodotto dalla Warner Bros. Cartoons e uscito il 1º agosto 1959, distribuito dalla Warner Bros. Il corto è ambientato nel far west, e vede Bugs Bunny che deve salvare la città dal famigerato Yosemite Sam, che lo ha sfidato in un duello.